# 막스 후바허
막스 후바허(독일어: Max Hubacher, 1993년 10월 1일~)는 스위스의 배우이다.

## 작품 목록

### 영화
- 미드나잇 러너 (2018년)
- 더 캡틴 (2017년) - 윌리 헤롤트 역
- 드리프트 (2015년)
- 리스본행 야간열차 (2013년) - 다른 학생 역
- 포스터 보이 (2011년)